# Andrew Gray (físico)
Andrew Gray FRS FRSE (Lochgelly, 2 de julho de 1847 — 10 de outubro de 1925) foi um físico e matemático escocês.

## Publicações
- 'Absolute Measurements in Electricity and Magnetism (1889)
- 'Theory and Practice of Absolute Measurements in Electricity Magnetism' (vol i, 1888; vol ii, in two parts, 1893)
- 'A Treatise on Magnetism and Electricity
- 'On the Determination in Absolute Units of the Intensity of Powerful Magnetic Fields' (Phil Mag, 1883)
- 'On the Dynamical Theory of Electro-magnetic Action' (ibid, 1890)
- 'On the Calculation of the Induction Coefficients of Coils' (ibid, 1892)
- 'On a New Reflecting Galvanometer of great sensibility, and on New Forms of Astatic Galvanometers,' jointly with T Gray (Proc Roy Soc, 1884)
- 'On the Relation between the Electrical Qualities and the Chemical Composition of Glass and Allied Substances,' Part I, jointly with T Gray and J J Dobbie (Proc Roy Soc, 1884)
- 'On the Electro-magnetic Theory of the Rotation of the Plane of Polarized Light' (Rept Brit Assoc, 1891).